# Michał Wojnar
Michał Wojnar (ur. 7 sierpnia 1983) – polski muzyk rockowy; lider i wokalista polskiej grupy muzycznej Zabili Mi Żółwia.
Jego brat Ireneusz Wojnar, był gitarzystą basowym zespołu Akurat.
Jako wokalista grupy Zabili Mi Żółwia, zarejestrował z nią album-demo pt. Akt I (1999) oraz albumy studyjne Uczucia w promocji (2006), Twarzą w twarz (2008) i Wniebowzięci (2013).
Gościnnie wystąpił również na albumie zespołu Farben Lehre pt. Farbenheit (2005), a dwa utwory z jego gościnnym udziałem, ukazały się również na kompilacji tego zespołu pt. Farben Lehre (2006). 